# Panteleymon Shpylka

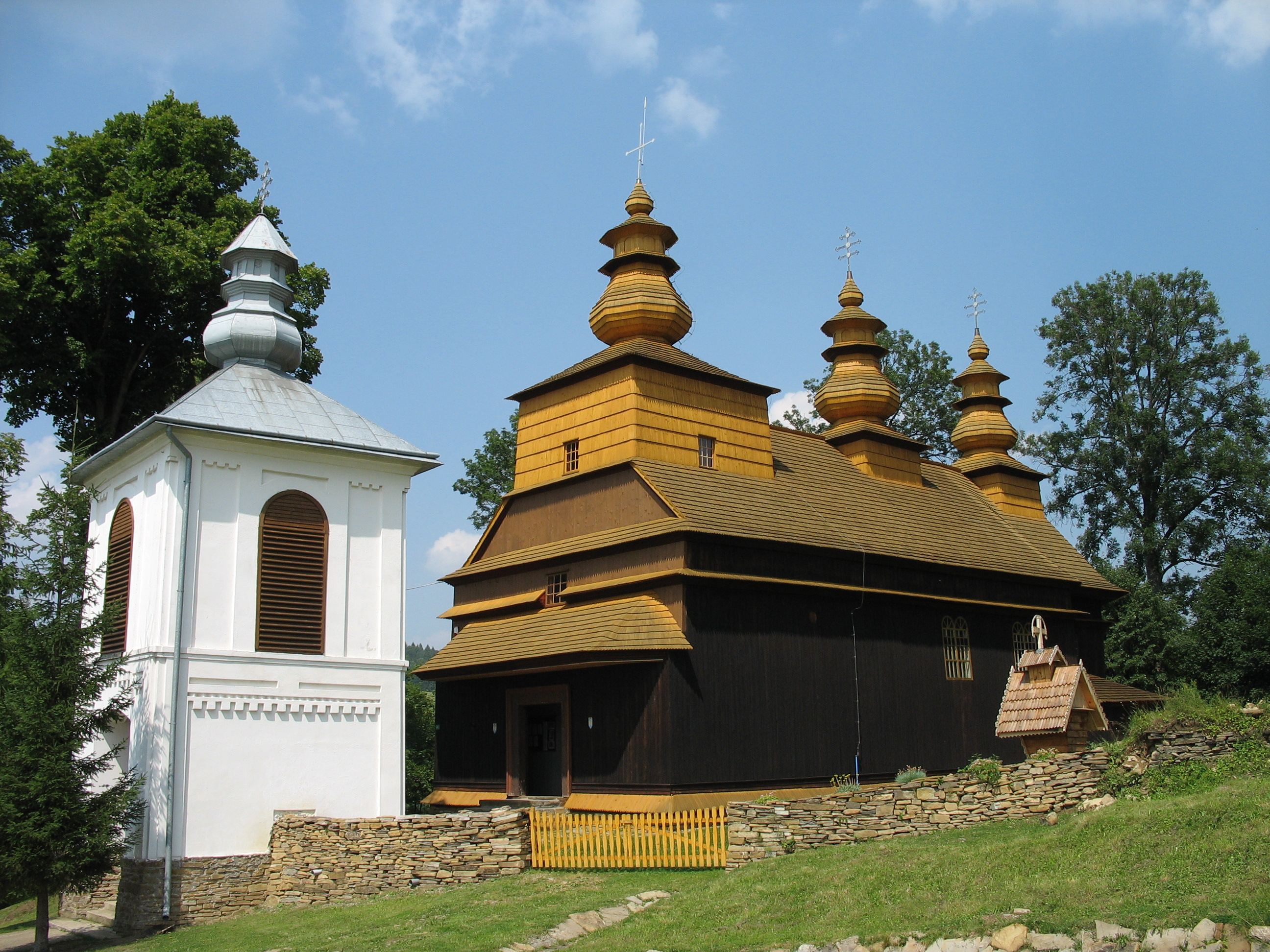
Iglesia de San Onuphrius en Wisłok Wielki, donde fue párroco el Rev. Panteleymon Shpylka (la iglesia acoge a los católicos de rito romano en la actualidad).

 Panteleymon Shpylka (en ucraniano: Пантелеймон Шпилька; 20 de octubre de 1883 - Winnipeg, Canadá, 5 de marzo de 1950) fue un clérigo greco-católico ucraniano, cofundador y jefe del Consejo (en ucraniano: Голова Повітової Української Національної Ради) de la República de Komancza, un microestado de corta duración, una asociación de treinta y tres pueblos Lemkos, asentados en Komańcza en el este de Lemkivshchyna desde el 4 de noviembre de 1918 hasta el 23 de enero de 1919.

## Primeros años
El padre Shpylka nació en Dmytrovychi, Reino de Galicia y Lodomeria, Imperio austrohúngaro, en el seno de una familia greco-católica ucraniana. Después de graduarse en Gymnasium Ucraniano en Przemyśl en 1904, entgró en el Seminario Teológico Mayor Greco-Católico en Przemyśl, y después de graduarse y casarse, fue ordenado sacerdote el 15 de marzo de 1910 para la Eparquía de Przemyśl, Sambir y Sanok por el obispo Kostyantyn Chekhovych. En 1917 fue nombrado párroco de la iglesia de San Onuphrius en Wisłok Wyzhniy.

## Carrera política
En el otoño de 1918, se derrumbó el Imperio austrohúngaro y fue reemplazado por múltiples Estados sucesores. En el pueblo donde Shpylka era párroco, se inició un movimiento popular. Con su apoyo se convocó una reunión de los habitantes de los pueblos más cercanos. El 4 de noviembre de 1918, más de 70 delegados de los pueblos de los alrededores acudieron a la Asamblea Popular de Wisłok Wyzhniy. Los delegados decidieron unirse a una nueva República Popular de Ucrania Occidental proclamada en Lviv, pero a la distancia y en tiempos de guerra se organizó una República de Lemko Oriental. Entre otros actos, también Shpylka fue elegido como Jefe del Consejo de la República. Posteriormente, se dirigió a los países vecinos, tratando de atraer los recursos militares y financieros necesarios para la existencia de la República, pero no lo logró. Cuando el ejército de otro Estado recién proclamado, la Segunda República Polaca, entró en el territorio de la República de Komancza, evitó ser arrestado al marcharse a Checoslovaquia.

## Vida como inmigrante
Los años posteriores los pasó como sacerdote en Zakarpattia (1919-1944) y después de la Segunda Guerra Mundial vivió en un campo de desplazados en Ratisbona, Alemania, en donde trabajó como sacerdote y catequista entre los greco-católicos (1944-1948). El último año de su vida lo pasó en Canadá, donde se desempeñó como sacerdote asistente en la iglesia St. Michael en Dauphin, Manitoba.
Murió en Winnipeg, Canadá, el 5 de marzo de 1950, a los 66 años.